# FreeSWITCH
FreeSWITCH est un logiciel libre de VoIP multi-plateformes lancé en 2006. FreeSWITCH est un serveur d'applications gratuit et open source pour la communication en temps réel, WebRTC, télécommunications, vidéo et Voice over Internet Protocol (VoIP). Multiplateforme, il fonctionne sous Linux, Windows, macOS et FreeBSD. Il est utilisé pour construire des systèmes PBX, des services IVR, des vidéoconférences avec chat et partage d'écran, un routage en gros à moindre coût, un contrôleur de frontière de session (SBC) et appareils de communication embarqués. Il prend entièrement en charge le chiffrement, ZRTP, DTLS, SIPS. Il peut servir de passerelle entre PSTN, SIP, WebRTC et de nombreux autres protocoles de communication. Sa bibliothèque principale, libfreeswitch, peut être intégrée dans d'autres projets. Il est sous licence Mozilla Public License (MPL), une licence de logiciel libre.